# Henry, South Dakota
Henry är en ort i Codington County i delstaten South Dakota, USA.